# Sauris marginepunctata
Sauris marginepunctata är en fjärilsart som beskrevs av W. Warren 1899. Sauris marginepunctata ingår i släktet Sauris och familjen mätare. Inga underarter finns listade.